# 2766 Leeuwenhoek
2766 Leeuwenhoek este un asteroid din centura principală, descoperit pe 23 martie 1982, de Zdeňka Vávrová.